# Aeolesthes
Aeolesthes (лат.) — род жуков-усачей из подсемейства настоящих усачей, триба Cerambycini.

## Распространение
Род широко распространен в Юго-Восточной Азии (Лаос, Вьетнам, Западная Малайзия, Калимантан и Филиппины), Папуа — Новая Гвинея.

## Описание
Большие коричневатые жуки. Тело уплощенное. Усики у самцов длиннее тела самцов. Переднеспинка сильно морщинистая. Надкрылья покрыты густыми шелковистым волосками. Простернальный отросток обычно усечённый. Ноги относительно длинные.

## Систематика
В составе рода около 20 видов:
- Aeolesthes achilles (J. Thomson, 1865)
- Aeolesthes ampliata Gahan, 1890
- Aeolesthes aurifaber (White, 1853)
- Aeolesthes basicornis Gahan, 1893
- Aeolesthes curticornis Hüdepohl, 1988
- Aeolesthes externa (Pascoe, 1869)
- Aeolesthes fulgens Schwarzer, 1926
- Aeolesthes holosericea (Fabricius, 1787)
- Aeolesthes indicola (Bates, 1891)
- Aeolesthes induta (Newman, 1842)
- Aeolesthes inhirsuta Matsushita, 1932
- Aeolesthes langsonia (Fairmaire, 1895)
- Aeolesthes laosensis Gressitt & Rondon, 1970
- Aeolesthes mariae (J. Thomson, 1878)
- Aeolesthes psednothrix Gressitt & Rondon, 1970
- Aeolesthes sarta (Solsky, 1871)
- Aeolesthes sinensis Gahan, 1890
- Aeolesthes sticheri Hüdepohl, 1989
- Aeolesthes textor (Pascoe, 1869)